# Lena Rice

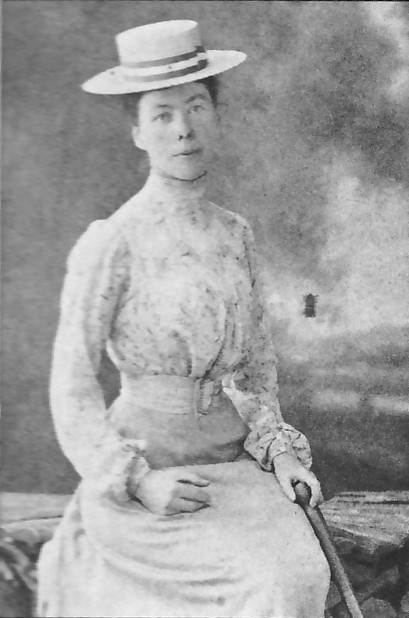
Lena Rice, 1890.

Lena Rice, nacida con el nombre Helena Bertha Grace Rice (County Tipperary, Irlanda, 21 de junio de 1866 - 21 de junio de 1907), fue una tenista irlandesa.

## Biografía
En 1889 perdió la final del Campeonato de Wimbledon ante Blanche Bingley por un 6-4, 6-8 y 4-6. Un año más tarde ganó el torneo en ausencia de la embarazada Blanche Bingley, ganando a May Jacks en la final, siendo la primera extranjera en ganar en la Catedral. La final de Wimbledon de 1890 fue el último partido oficial que jugó.
Falleció el día de su 41 cumpleaños en 1907 de tuberculosis.